# Park Si-yeon
Pour les articles homonymes, voir Park.
Park Si-yeon, née Park Mi-seon le 29 mars 1979, est une actrice sud-coréenne. Elle rejoint le concours Miss Corée en 2000 et l'utilise comme tremplin vers une carrière d'actrice. Elle fait ses débuts d'actrice en Chine en 2004 et apparaît dans des rôles mineurs dans plusieurs dramas de CCTV. En 2005, Park obtient son premier rôle principal dans le drama coréen My Girl, même si à l'époque elle est plus connue pour sortir avec l'acteur-chanteur Eric Mun (en). Alors qu'elle construit sa filmographie au cours des années suivantes, Park surmonte les premières critiques sur ses talents d'actrice et gagne finalement le respect en tant qu'actrice avec des séries télévisées telles que Bitter Sweet Life (en), Coffee House et The Innocent Man, ainsi que dans les films The Fox Family (en), A Love (en) et The Scent (en).

## Jeunesse
Park Mi-seon est née à Pusan, en Corée du Sud. Enfant, Park montre un talent pour le chant, en disant : « Quand j'étais jeune, j'étais si timide que je me mettais à pleurer quand on me demandait de chanter devant mon père pour le Nouvel an lunaire. Ma mère a fini par m'envoyer dans une école de chant, espérant que cela m'aide à passer outre ma timidité, mais ce qui était étrange est que je ne pouvais pas chanter devant ma mère mais je n'étais pas nerveuse sur scène. ». En 1990, l'élève de cinquième année remporte le premier prix d'un concours de musique pour enfants sur KBS.
Park commence à fréquenter une université aux États-Unis en 1998, avec une spécialisation en journalisme à l'université de Long Island. En 2000, elle prend une année sabbatique et s'inscrit au concours de beauté régional Miss Séoul, se classant troisième, suivi du concours Miss Corée,.

## Carrière
Bien que ses parents se soient initialement opposés à ce qu'elle se lance dans le métier d'actrice, Park prend des photos d'elle-même de profil et se rend dans diverses agences artistiques. Ses photos sont finalement remises à une agence chinoise, et plusieurs auditions plus tard, elle fait ses débuts d'actrice en Chine. Sous le nom de scène de Park Si-yeon, elle apparaît dans de petits rôles dans trois dramas de CCTV et décroche également un contrat publicitaire avec la société de cosmétiques Enprani.
En 2005, Park fait ses débuts d'actrice dans son pays natal, la Corée du Sud, avec la série télévisée de SBS My Girl, pour laquelle elle reçoit des critiques unanimement mauvaises. Mais elle continue à travailler, apparaissant dans davantage de dramas et faisant ses débuts au cinéma dans la comédie musicale d'horreur décalée de 2006 The Fox Family (en) ; progressivement, son jeu s'améliore nettement. Au début, luttant constamment pour mémoriser ses répliques, Park admet s'être détendue dans son approche du jeu d'actrice et qu'elle est capable de mieux « ressentir » ses personnages. Elle devient connue pour jouer des femmes qui conduisent les hommes à leur destruction et à leur malheur : dans le film de gangsters A Love (en), l'amant du personnage de Park va en prison après l'avoir défendue, dans le drame de MBC Bitter Sweet Life (en), elle joue le rôle d'une maîtresse plus intéressée par l'argent que par l'amour, dans la parodie du film d'espionnage Crazy Lee, agent secret coréen, elle est une agente sexy, et dans le drama de KBS The Slingshot (en), elle se sacrifie et devient la possession de l'ennemi en échange de la liberté de son petit ami. Park déclare en souriant : « Personnellement, je n'aime pas les femmes fatales. Les hommes devraient être heureux grâce aux femmes, pas malheureux ».
Pour la reprise de Drama Special, Park joue le rôle d'une employée de librairie qui tombe amoureuse d'un homme marié dans Red Candy. Malgré la difficulté de participer à un drama en un épisode, Park l'accepte en faisant confiance au scénariste Noh Hee-kyung, dont elle est une grande fan : « Je sentais que je devais participer à tout ce qu'elle écrivait »,,.
En 2009, elle rejoint l'émission de variétés/réalité Family Outing (en), qui présente des comédiens et des artistes faisant face à divers aspects de la vie rurale. Mais Park doit quitter l'émission au bout de six mois en raison d'une blessure récurrente qu'elle a subie lors du tournage d'un précédent projet.
La série Coffee House est pour elle un changement bienvenu ; après avoir principalement interprété des personnages sérieux ou sombres, Park déclare qu'elle « meure d'envie de jouer dans une comédie romantique »,. Décrivant Park comme « extrêmement gentille », le réalisateur Pyo Min-soo déclare qu'il a incorporé sa vraie personnalité dans l'écriture de son personnage : une femme à la carrière brillante, joyeuse et attentionnée qui en même temps est travailleuse, franche et confiante. Park ajoute : « Honnêtement, c'est la première fois que travailler est aussi amusant »,,.
En 2010, la société de mode coréenne basée aux États-Unis Moeim Style annonce que Park sera la nouvelle directrice créative de la marque de mode américaine TOUCH. En tant que directrice créative, elle supervise l'ensemble du processus de planification, de la conception à la distribution en passant par la production, de la ligne de mode pour célébrités de la marque. La « ligne de célébrités » qu'elle gère comprend les marques Tulle, Line & Dot, 213 et MK2K.
Pour Noël 2011, huit acteurs et actrices de l'agence Didim531 de Park (alors connue sous le nom d'Eyagi Entertainment) — dont elle-même, Park Si-hoo, Cho Yeo-jeong et Nam Gyu-ri — enregistrent une chanson sans l'aide de chanteurs professionnels. Le morceau, intitulé Winter Story, est une mélodie joyeuse basée sur les émotions qui surgissent avant une confession d'amour, faite dans un contexte hivernal. La chanson est mise en vente en ligne le 5 décembre 2011 et tous les bénéfices des ventes de la chanson sont reversés à des œuvres caritatives.
Park fait son retour sur grand écran après une interruption de deux ans (son dernier film étant alors Marine Boy (en) ) en 2012 dans The Scent (en). Elle y incarne une femme séduisante qui est la seule témoin de la mort de son mari et de sa maîtresse, que le détective soupçonne d'être la tueuse mais qui est attirée par son mysticisme. Hypnotisé en lisant le scénario du film, Park Si-yeon raconte : « Je suis vraiment excité de pouvoir jouer un personnage qui est cool à l'extérieur mais qui est blessé et triste à l'intérieur. »,,,.
Elle apparaît ensuite dans le drama The Innocent Man, jouant une femme qui trahit son compagnon pour servir ses propres ambitions et le pousse vers la revanche,,. Les critiques salue sa performance mature, écrivant qu'elle maîtrise la nature compliqué du personnage d'une façon à faire monter la tension dans l'histoire, et n'est pas éclipsé par les acteurs Song Joong-ki et Moon Chae-won.
Après avoir accouché et été inculpée pour usage de propofol en 2013, Park revient à la télévision avec la série du câble de 2014 The Greatest Marriage (en), dans laquelle son personnage lutte pour équilibrer sa monoparentalité et une carrière réussie de présentatrice,,.
En 2015, elle fait ses débuts à Hollywood dans L'Honneur des guerriers, un film d'action se déroulant à l'époque médiévale et mettant en scène une bande de guerriers qui cherchent à se venger d'un empereur corrompu. Elle joue aux côtés de Clive Owen, Morgan Freeman et de l'acteur vétéran coréen Ahn Sung-ki. Sous la direction du réalisateur japonais Kazuaki Kiriya, le tournage a lieu en République tchèque,,,.
En janvier 2022, il est rapporté que le contrat de Park avec l'agence Mystic Story a pris fin.

## Vie privée
Park se fait d'abord connaître du public coréen non pas grâce à ses rôles d'actrice, mais en tant que petite amie du chanteur-acteur populaire Eric Mun (en) (du boys band de K-pop Shinhwa), avec qui elle commence à sortir en 2004. Sa relation avec Mun éclipse sa carrière d'actrice au cours de ses premières années, le public l'identifiant généralement comme « la petite amie d'Eric ». Dans une interview avec The Korea Herald, Park déclare qu'il lui a fallu environ 10 rôles différents avant que l'étiquette de « petite amie d'Eric » disparaisse de la perception du public à son égard, ajoutant que le seul point positif de cette étiquette était qu'elle l'aimait. Le couple se sépare en 2007.
Dans une interview accordée à Cosmopolitan en août 2010, elle déclare : « Ces jours-ci, la chose à laquelle je pense le plus est : 'Ai-je bien vécu ?' Je suis heureux quand je tourne des dramas ou des films, mais dans ce genre de vie, il faut revenir en arrière et faire le point sur sa vie au moins une fois, et je pense que ce moment est venu. Je veux aimer. Je veux me marier bientôt et vivre bruyamment. ».
Le 19 novembre 2011, à l'hôtel Hyatt de Séoul, Park épouse Park Sang-hun, employé de bureau dans une petite entreprise,. Elle donne naissance à leur premier enfant, une fille, le 24 septembre 2013,. Leur deuxième enfant, également une fille, naît le 14 novembre 2015,. En mai 2016, il est annoncé que le couple est en procédure de divorce.
Début 2013, Park fait partie des célébrités sur lesquelles une enquête est lancée. Elle est inculpée pour usage illégal de propofol ; L'agence de Park nie ces allégations, affirmant qu'elle a pris ce médicament pour des raisons médicales après s'être blessée au dos lors de scènes d'action pour les films Marine Boy (en) et Crazy Lee, agent secret coréen,,,. Au cours du procès, son médecin déclare qu'elle prend ce médicament pour traiter son ostéonécrose de la tête fémorale,. En octobre 2013, le tribunal du district central de Séoul la déclare coupable d'avoir pris du propofol 400 à 500 fois pendant quatre ans et demi (soit 8,2 fois par mois), et la condamne à huit mois de prison, dont deux ans avec sursis,,.
Le 19 janvier 2021, Park est arrêtée par la police pour conduite sous influence après que la voiture qu'elle conduisait ait heurté le pare-chocs arrière d'un autre véhicule,.

## Filmographie

### Télévision
| Année | Titre                          | Rôle                                |
| ----- | ------------------------------ | ----------------------------------- |
| 2004  | Feng Qiu Huang (凤求凰)        | Zhuo Wenjun (en)                    |
| 2005  | Han Xue Bao Ma (汗血宝马)      | Gui Shou                            |
| 2005  | Lotus Lantern (en)             | San Sheng Mu                        |
| 2005  | My Girl                        | Kim Se-hyun                         |
| 2006  | Please Come Back, Soon-ae (en) | agent de bord dans le dernier avion |
| 2006  | Yeon Gaesomun                  | Cheon Gwan-nyeo                     |
| 2006  | Hyena                          | Soo-mi                              |
| 2007  | When Spring Comes              | Oh Yeong-joo                        |
| 2008  | On Air (en)                    | Elle-même (caméo, épisode 3)        |
| 2008  | Bitter Sweet Life (en)         | Hong Da-ae                          |
| 2009  | The Slingshot (en)             | Seo Kyung-ah                        |
| 2010  | Drama Special "Red Candy"      | Yoo-hee                             |
| 2010  | Coffee House                   | Seo Eun-jeune                       |
| 2011  | The Greatest Love              | Kim Hee-jin (caméo, épisodes 3-4)   |
| 2012  | The Innocent Man               | Han Jae-hee                         |
| 2014  | The Greatest Marriage (en)     | Cha Gi-young                        |
| 2016  | Fantastic (en)                 | Baek Sul                            |
| 2018  | Should We Kiss First? (en)     | Baek Ji-min                         |
| 2020  | When My Love Blooms (en)       | Jang Seo-kyung                      |
| 2020  | Birthcare Center (en)          | Han Hyo-rin (caméo, épisode 4)      |

### Film
| Year | Title                          | Role         |
| ---- | ------------------------------ | ------------ |
| 2006 | The Fox Family (en)            | Fille Fox #1 |
| 2007 | Zigzag Love                    | Ra-young     |
| 2007 | A Love (en)                    | Mi-ju        |
| 2008 | Crazy Lee, agent secret coréen | Ma-ri        |
| 2008 | Marine Boy (en)                | Choi Yu-ri   |
| 2012 | The Scent (en)                 | Kim Soo-jin  |
| 2015 | L'Honneur des guerriers        | Hannah       |
| TBA  | The Mujeogang                  | Han In-sook  |

### Clip musical
| Année | Titre de la chanson                        | Artiste                                                   |
| ----- | ------------------------------------------ | --------------------------------------------------------- |
| 2005  | Habit                                      | Woo Sooo                                                  |
| 2006  | Untouchable [Partie 1]                     | Big 4 (SG Wannabe, Kim Jong-kook, M to M)                 |
| 2006  | Gone With the Wind [Partie 2]              | Big 4 (SG Wannabe, Kim Jong-kook, M to M)                 |
| 2007  | My Heart Cannot Go On Like This Any Longer | MC the Max                                                |
| 2009  | After Love                                 | Parc Hyo-shin                                             |
| 2011  | Amazed                                     | K. Will feat. Simon D de Supreme Team et Hyorin de SiSTAR |
| 2011  | Rainy Season                               | Jeune-in                                                  |
| 2011  | No More Perfume on You                     | Teen Top                                                  |